# Sincerely yours, (岡崎律子のアルバム)
『Sincerely yours,』（シンシアリーユアーズ）は、岡崎律子の1枚目のオリジナル・アルバム。1993年3月24日にトーラスレコードから発売された。

## 概要
- シンガーソングライター・岡崎律子のデビューアルバムである。メジャーデビューシングルである「悲しい自由」を含む全10曲が収録されている。

## 収録曲
| 全作詞・作曲: 岡崎律子（except #5,9 作詞：田口俊、#7 作詞：岡崎律子・田口俊）。 |                           |                                                                   |                                                                   |            |      |
| #                                                                               | タイトル                  | 作詞                                                              | 作曲・編曲                                                        | 編曲       | 時間 |
| 1.                                                                              | 「朝 〜What's goin'on〜」 | 岡崎律子（except #5,9 作詞： 田口俊 、#7 作詞：岡崎律子・田口俊） | 岡崎律子（except #5,9 作詞： 田口俊 、#7 作詞：岡崎律子・田口俊） | 京田誠一   | 3:55 |
| 2.                                                                              | 「出逢いは三月、春」      | 岡崎律子（except #5,9 作詞： 田口俊 、#7 作詞：岡崎律子・田口俊） | 岡崎律子（except #5,9 作詞： 田口俊 、#7 作詞：岡崎律子・田口俊） | 長谷川智樹 | 3:43 |
| 3.                                                                              | 「恋心」                  | 岡崎律子（except #5,9 作詞： 田口俊 、#7 作詞：岡崎律子・田口俊） | 岡崎律子（except #5,9 作詞： 田口俊 、#7 作詞：岡崎律子・田口俊） | 京田誠一   | 5:28 |
| 4.                                                                              | 「夏の空港」              | 岡崎律子（except #5,9 作詞： 田口俊 、#7 作詞：岡崎律子・田口俊） | 岡崎律子（except #5,9 作詞： 田口俊 、#7 作詞：岡崎律子・田口俊） | 長谷川智樹 | 5:41 |
| 5.                                                                              | 「悲しい自由」            | 岡崎律子（except #5,9 作詞： 田口俊 、#7 作詞：岡崎律子・田口俊） | 岡崎律子（except #5,9 作詞： 田口俊 、#7 作詞：岡崎律子・田口俊） | 萩田光男   | 4:24 |
| 6.                                                                              | 「幸せになろう」          | 岡崎律子（except #5,9 作詞： 田口俊 、#7 作詞：岡崎律子・田口俊） | 岡崎律子（except #5,9 作詞： 田口俊 、#7 作詞：岡崎律子・田口俊） | 京田誠一   | 4:47 |
| 7.                                                                              | 「恋が、消えてゆく」      | 岡崎律子（except #5,9 作詞： 田口俊 、#7 作詞：岡崎律子・田口俊） | 岡崎律子（except #5,9 作詞： 田口俊 、#7 作詞：岡崎律子・田口俊） | 萩田光男   | 4:11 |
| 8.                                                                              | 「Girlfriend」            | 岡崎律子（except #5,9 作詞： 田口俊 、#7 作詞：岡崎律子・田口俊） | 岡崎律子（except #5,9 作詞： 田口俊 、#7 作詞：岡崎律子・田口俊） | 京田誠一   | 5:15 |
| 9.                                                                              | 「青い砂時計」            | 岡崎律子（except #5,9 作詞： 田口俊 、#7 作詞：岡崎律子・田口俊） | 岡崎律子（except #5,9 作詞： 田口俊 、#7 作詞：岡崎律子・田口俊） | 萩田光男   | 5:06 |
| 10.                                                                             | 「まっすぐな心で」        | 岡崎律子（except #5,9 作詞： 田口俊 、#7 作詞：岡崎律子・田口俊） | 岡崎律子（except #5,9 作詞： 田口俊 、#7 作詞：岡崎律子・田口俊） | 長谷川智樹 | 4:59 |
| 合計時間:                                                                       | 合計時間:                 | 合計時間:                                                         | 47:29                                                             |            |      |

| スタブアイコン | サブスタブ | この項目は、まだ閲覧者の調べものの参照としては役立たない、アルバムに関連した書きかけの項目です。この項目を加筆・訂正などしてくださる協力者を求めています（P:音楽/PJ:アルバム）。 |